# Селебрејшон (Флорида)
Селебрејшон (енгл. Celebration) насељено је место без административног статуса у америчкој савезној држави Флорида.

## Демографија
По попису из 2010. године број становника је 7.427, што је 4.691 (171,5%) становника више него 2000. године.
| Група             | 2000.         | 2010.         |
| Белци             | 2.389 (87,3%) | 6.085 (81,9%) |
| Афроамериканци    | 47 (1,7%)     | 113 (1,5%)    |
| Азијати           | 66 (2,4%)     | 240 (3,2%)    |
| Хиспаноамериканци | 208 (7,6%)    | 833 (11,2%)   |
| Укупно            | 2.736         | 7.427         |